# Isweiler

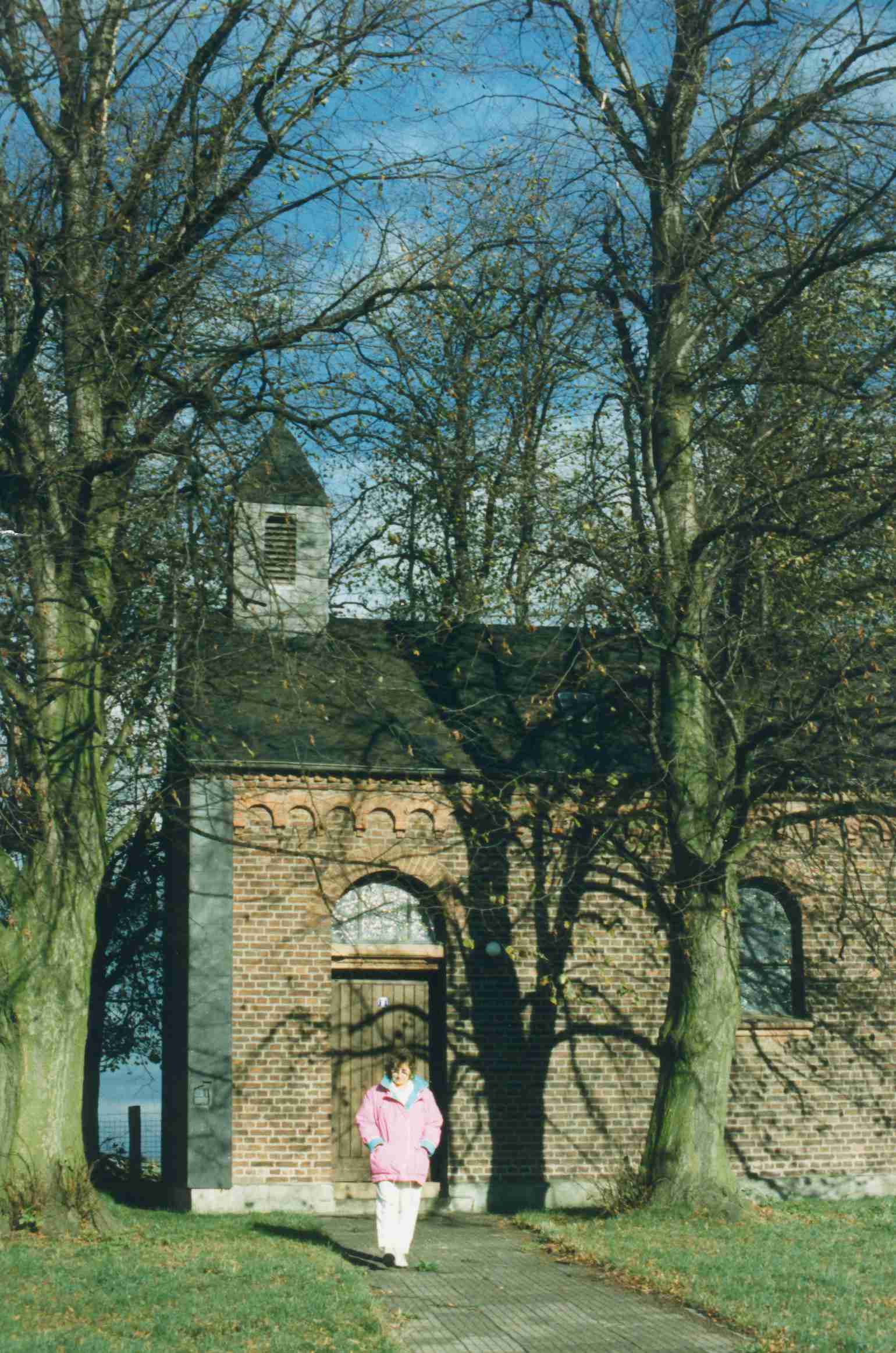
Die Nikolauskapelle

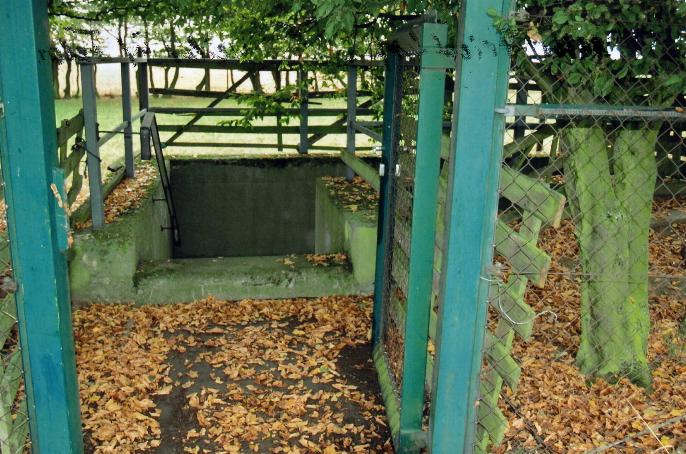
Bunkereingang Isweiler

Isweiler ist ein Weiler, der zu Frauwüllesheim, einem Ortsteil der Gemeinde Nörvenich im Kreis Düren, Nordrhein-Westfalen, gehört.
Der Weiler liegt östlich der Landstraße 264 zwischen Frauwüllesheim und Kelz in der Zülpicher Börde. Das Isweiler Feld ist eine der größten Braunkohle-Lagerstätten im Rheinischen Revier. Untersuchungsbohrungen wurden bereits vor 1957 durchgeführt. Hier lagern 1,4 Milliarden m³ Braunkohle, das ist fast genauso viel wie die im Tagebau Garzweiler II (= Frimmersdorf West-West) damals prognostizierten 1,650 Milliarden m³. Eine Bürgerinitiative „Bürger gegen Isweiler Feld“ protestierte damals gegen diesen Tagebau, der als Alternative zu Garzweiler diskutiert wurde.
Isweiler wurde schon im 16. Jahrhundert im Zusammenhang mit dem Ort Kelz erwähnt. Heute hat der Weiler sieben Häuser und Gehöfte, eine Kapelle und einen Bunker.
Nach dem Volksmund soll die St.-Nikolaus-Kapelle um 1900 zusammengefallen sein. Die Nikolausstatue wurde in die Kirche nach Kelz gebracht. Das kleine Gotteshaus wurde sofort neu erbaut. Es ist dem hl. Nikolaus geweiht.
In der Nähe von Isweiler, etwa 800 m von Frauwüllesheim entfernt, befindet sich der einzig erhaltene Bunker des Typs K. Er gehörte zur Luftverteidigungszone West, wurde 1938/39 erbaut und Anfang der 1970er Jahre durch die Kreisverwaltung Düren als Ausweichsitz für den Katastrophenschutz im Verteidigungsfall ausgebaut. Anfang der 1990er Jahre wurde der Bunker für diesen Zweck nicht mehr benötigt und an die Gemeinde Nörvenich verkauft, die ihn als Aktenlagerraum benutzte und letztendlich in die Obhut des Heimat- und Geschichtsvereines übergab.
Rurtalbus bedient Isweiler mit der AVV-Linie 230 und bringt Verbindungen nach Vettweiß, Pingsheim und in die Kreisstadt Düren. Bis zum 31. Dezember wurde diese Linie vom BVR Busverkehr Rheinland betrieben.
| Linie | Verlauf |
| ----- | --- |
| 230   | Düren Bf/ZOB – StadtCenter – Gneisenaustraße – Binsfeld (→ Rommelsheim) – Frauwüllesheim – Isweiler – Kelz – (Vettweiß –) Gladbach – Poll – Dorweiler – Pingsheim |